# Coupe de Tunisie de football 1988-1989
Navigation
Coupe de Tunisie 1987-1988 Coupe de Tunisie 1989-1990
La coupe de Tunisie de football 1988-1989 est la 33e édition de la coupe de Tunisie depuis 1956, et la 58e en tenant compte des éditions jouées avant l'indépendance. Elle est organisée par la Fédération tunisienne de football (FTF).
La finale oppose l'Espérance sportive de Tunis qui a largement dominé le championnat à son dauphin, le Club africain, désormais habitué aux défaites en finale. C'est donc sans surprise que ce dernier enregistre sa sixième défaite en finale en dix ans, une défaite qui se dessine dès la première minute, à la suite d'un but précoce de Tarak Dhiab. La finale se déroule au cours de la saison sportive suivante, en raison des contraintes du calendrier.

## Résultats

### Premier tour
Ce tour est disputé entre les clubs de division 3 et division 4 (42 au Nord et 42 au Sud).
- Association Mégrine Sport - Sporting Club de Ben Arous : 3 - 2
- Club sportif de Bargou - Union sportive de Bousalem : 3 - 1
- Stade nabeulien - Union sportive de Séjoumi : 2 - 0
- Association sportive de l'Ariana - Avenir sportif du Kef Barnoussa : 2 - 1
- Club sportif de Makthar - Union sportive de Djedeida : 1 - 0
- Club medjezien - Club sportif de Ouardia : 2 - 0
- Club sportif de Menzel Bouzelfa - Kalâa Sport : 1 - 2
- Jeunesse sportive métouienne - Enfida Sports : 0 - 1
- El Ahly Mateur - Espoir sportif de Bouficha : 1 - 2
- Étoile olympique La Goulette Kram - Étoile sportive de Gaâfour : 2 - 1
- Club sportif de Korba - STIR sportive de Zarzouna : 2 - 0
- Club sportif des municipaux - Jeunesse sportive de La Manouba : 2 - 0
- Croissant sportif de M'saken - Association sportive Ittihad : 2 - 0
- Association sportive de Ghardimaou - Jeunesse sportive d'El Omrane : 1 - 0
- Jendouba Sports - Union sportive de Sidi Bou Ali : 2 - 0
- Tinja Sport - Avenir populaire de Soliman : 3 - 0
- Éclair testourien - Union sportive El Ansar : 1 - 1 (t. a. b. : 4 - 2)
- Football Club de Jérissa - Vague sportive de Menzel Abderrahmane : 1 - 0
- Union sportive de Siliana - Dahmani Athlétique Club : 2 - 0
- Étoile sportive du Fahs - Étoile sportive de Oueslatia : 2 - 1
- El Alia Sport - Astre sportif de Menzel Jemil : 4 - 0
- Jeunesse sportive de la cité Habib - Club sportif de Nefta : forfait
- Club olympique de Sidi Bouzid - Astre sportif de Degache : 2 - 0
- Sporting Club de Moknine - Espoir sportif de Jerba Midoun : 3 - 2
- Gazelle sportive de Moularès - Progrès sportif de Sakiet Eddaïer : forfait
- Avenir sportif de Beni Khedache - Club sportif de Hazgui : 3 - 2
- Chehab sportif de Ouerdanine - Étoile sportive d'El Jem : 3 - 0
- La Palme sportive de Tozeur - Wided sportif d'El Hamma : 1 - 1 (t. a. b. : 5 - 4)
- Football Mdhilla Club - Club sportif de Bembla : 3 - 1
- Tataouine Sport - El Makarem de Mahdia : 2 - 1
- Lion sportif de Ksibet Sousse - Oasis sportive de Kébili : 2 - 1
- Union sportive de Métouia - Jeunesse sportive de Oudhref : 1 - 0
- El Gawafel sportives de Gafsa-Ksar - Flambeau sportif de Sahline : 2 - 1
- Ennahdha sportive de Jemmal - Kerkennah Sport : 3 - 1
- Espoir sportif de Haffouz - Aigle sportif de Teboulba : 3 - 0
- Sahara sportive de Douz bat Aigle sportif de Jilma
- Avenir sportif de Gabès - Association sportive de Djerba : 2 - 1
- Association sportive de Mahrès - Jeunesse sportive de Rogba : 3 - 0
- Avenir sportif de Tozeur bat Badr sportif d'El Aïn
- Olympique de Médenine - Union sportive de Ksour Essef : 2 - 0
- Union sportive de Ben Guerdane - Étoile sportive de Métlaoui : 2 - 1
- Union sportive de Sbeïtla - Étoile sportive de Fériana : 1 - 0

### Deuxième tour
Le deuxième tour voit s'affronter 72 clubs : 42 qualifiés du premier tour, les quatorze clubs de Ligue II, appelée alors division d'honneur, et les seize représentants des ligues régionales.
- Gammouda Sport (Ligue Sud) - Stade africain de Menzel Bourguiba (Ligue II) : 1 - 1 (t. a. b. : 4 - 5)
- Étoile sportive du Fahs - Association Mégrine Sport : 1 - 0
- Espoir sportif de Bouficha - Jeunesse sportive de la cité Habib : 1 - 2
- El Alia Sport - Club olympique de Sidi Bouzid : 1 - 0
- Sporting Club de Moknine bat Gazelle sportive de Moularès
- Chehab sportif de Ouerdanine - Croissant sportif de Redeyef (Ligue II) : 1 - 0
- Club sportif de Korba - Association sportive de l'Ariana : 3 - 1
- Club sportif des municipaux - Club sportif de Makthar : 1 - 0
- Aurore sportive d'El Guettar (Ligue Sud-Ouest) - Stade sportif sfaxien (Ligue II) : 1 - 2
- Association sportive de Ghardimaou - Zitouna sportive de Tenbib (Ligue Sud-Ouest) : 2 - 1
- Club medjezien - Mareth Sport (Ligue Sud-Est) : 5 - 0
- La Palme sportive de Tozeur - Avenir sportif de Louza (Ligue Sud) : 1 - 0
- Football Mdhilla Club- Olympique du Kef (Ligue II) : 3 - 2
- Tataouine Sport - Éclair sportif de Nianou (Ligue Tunis/Cap Bon) : 3 - 1
- Lion sportif de Ksibet Sousse - Stade gabésien (Ligue II) : 1 - 1 (t. a. b. : 3 - 4)
- Étoile sportive de Béni Khalled (Ligue II) - Jendouba Sports : 1 - 0
- Avenir sportif de Beni Khedache - Club sportif de Khniss (Ligue Centre-Est) : 1 - 2
- Union sportive de Métouia - Wided sportif du Sers (Ligue Nord-Ouest) : 3 - 0
- Club sportif de Sidi Bou Rouis (Ligue Nord Ouest) battu par Club sportif hilalien (Ligue II)
- Club sportif de Bargou - Stade nabeulien : 2 - 1
- Gazelle sportive de Bekalta (Ligue Centre-Est) - El Gawafel sportives de Gafsa-Ksar : 4 - 0
- Tinja Sport - Grombalia Sports (Ligue II) : 0 - 0 (t. a. b. : 2 - 0)
- Éclair testourien - Ennahdha sportive de Jemmal : 0 - 1
- Avenir sportif d'Oued Ellil (Ligue II) - Stade soussien (Ligue II) : 1 - 1 (t. a. b. : 3 - 2)
- Avenir Sportif Sahélien (Ligue Centre) - Espoir sportif de Haffouz : 1 - 3
- Sahara sportive de Douz - Croissant sportif de M'saken : 2 - 1
- Club olympique de Ghannouch (Ligue Sud Est) - Jeunesse sportive de Tebourba (Ligue Nord) : 1 - 1 (t. a. b. : 3 - 4)
- Kalâa Sport - Enfida Sports : 3 - 3 (t. a. b. : 5 - 6)
- Avenir sportif de Gabès - Étoile olympique La Goulette Kram : 0 - 1
- Football Club de Jérissa - Étoile sportive khemirienne (Ligue Nord) : 0 - 1
- Hirondelle sportive de Kalâa Kebira (Ligue Centre) battu par Association sportive de Mahrès
- Club sportif de Hammam Lif (Ligue II) - Avenir sportif de Tozeur : 6- 0
- STIA Sousse (Ligue II) - Olympique de Médenine : 5 - 0
- Union sportive de Ben Guerdane - Union sportive de Sbeïtla : 3 - 1
- Espérance sportive de Zarzis (Ligue II) - Club sportif des cheminots (Ligue II) : 0 - 0 (t. a. b. : 3 - 2)
- Mouldia sportive de Den Den (Ligue Tunis/Cap Bon) - Union sportive de Siliana : 1 - 0

### Troisième tour
Le troisième tour a lieu entre les 36 équipes qualifiées du deuxième tour.
- Stade africain de Menzel Bourguiba - Étoile sportive du Fahs : 5 - 0
- Jeunesse sportive de la cité Habib - El Alia Sport : 1 - 2
- Sporting Club de Moknine - Chehab sportif de Ouerdanine : 3 - 0
- Club sportif de Korba - Club sportif des municipaux : 1 - 1 (t. a. b. : 4 - 1)
- Stade sportif sfaxien - Association sportive de Ghardimaou : 5 - 3
- Club medjezien - La Palme sportive de Tozeur : 1 - 1 (t. a. b. : 1 - 3)
- Football Mdhilla Club- Tataouine Sport : 5 - 2
- Stade gabésien - Étoile sportive de Béni Khalled : 1 - 0
- Club sportif de Khniss - Union sportive de Métouia : 2 - 0
- Club sportif hilalien - Club sportif de Bargou : 5 - 2
- Gazelle sportive de Bekalta - Tinja Sport: 1 - 1 (t. a. b. : 4 - 5)
- Ennahdha sportive de Jemmal - Avenir sportif d'Oued Ellil : 0 - 2
- Espoir sportif de Haffouz bat Sahara sportive de Douz
- Jeunesse sportive de Tebourba - Enfida Sports : 2 - 1
- Étoile olympique La Goulette Kram - Étoile sportive khemirienne : 0 - 0 (t. a. b. : 1 - 2)
- Association sportive de Mahrès - Club sportif de Hammam Lif : 0 - 2
- STIA Sousse - Union sportive de Ben Guerdane : 3 - 2
- Espérance sportive de Zarzis - Mouldia sportive de Den Den : 2 - 1

### Seizièmes de finale
Trente deux équipes participent à ce tour : les 18 qualifiés du tour précédent et les quatorze clubs de la division nationale (Ligue I). Les matchs sont joués le 3 février 1989.
| Équipe 1                           | Équipe 2                      | Score 90' | Score 120' | Tirs au but |
| ---------------------------------- | ----------------------------- | --------- | ---------- | ----------- |
| Stade africain de Menzel Bourguiba | El Alia Sport                 | 2 - 1     |            |             |
| Sfax railway sport                 | Olympique de Béja             | 0 - 0     | 1 - 0      |             |
| Jeunesse sportive kairouanaise     | Club olympique des transports | 1 - 1     | 1 - 1      | 4 - 2       |
| Océano Club de Kerkennah           | Sporting Club de Moknine      | 3 - 1     |            |             |
| Stade tunisien                     | Club sportif de Korba         | 1 – 0     |            |             |
| Club africain                      | Stade sportif sfaxien         | 2 - 0     |            |             |
| Club sportif sfaxien               | La Palme sportive de Tozeur   | 6 - 1     |            |             |
| Avenir sportif de La Marsa         | Football Mdhilla Club         | 2 - 0     |            |             |
| Stade gabésien                     | Avenir sportif de Kasserine   | 2 - 1     |            |             |
| Club sportif de Khenis             | Club sportif hilalien         | 0 - 0     | 0 - 0      | 3 - 4       |
| Tinja Sport                        | Avenir sportif d'Oued Ellil   | 0 - 2     |            |             |
| Espoir sportif de Haffouz          | Jeunesse sportive de Tebourba | 1 - 0     |            |             |
| Étoile sportive khemirienne        | Espérance sportive de Tunis   | 0 - 4     |            |             |
| Club sportif de Hammam Lif         | STIA Sousse                   | 3 - 1     |            |             |
| Espérance sportive de Zarzis       | Étoile sportive du Sahel      | 0 - 2     |            |             |
| Union sportive monastirienne       | Club athlétique bizertin      | 2 - 1     |            |             |

### Huitièmes de finale
| Date         | Équipe 1                     | Équipe 2                           | Score 90' | Score 120' | Tirs au but |
| ------------ | ---------------------------- | ---------------------------------- | --------- | ---------- | ----------- |
| 12 mars 1989 | Stade tunisien               | Océano Club de Kerkennah           | 2 - 0     |            |             |
| 12 mars 1989 | Club africain                | Club sportif sfaxien               | 1 - 0     |            |             |
| 12 mars 1989 | Club sportif hilalien        | Avenir sportif de La Marsa         | 0 - 0     | 2 - 0      |             |
| 12 mars 1989 | Étoile sportive du Sahel     | Espoir sportif de Haffouz          | 1 - 0     |            |             |
| 12 mars 1989 | Union sportive monastirienne | Sfax railway sport                 | 3 - 1     |            |             |
| 12 mars 1989 | Stade gabésien               | Jeunesse sportive kairouanaise     | 1 - 1     | 1 - 1      | 2 - 4       |
| 12 mars 1989 | Espérance sportive de Tunis  | Avenir sportif d'Oued Ellil        | 4 - 0     |            |             |
| 12 mars 1989 | Club sportif de Hammam Lif   | Stade africain de Menzel Bourguiba | 1 - 1     | 2 - 1      |             |

### Quarts de finale
| Date       | Équipe 1                       | Équipe 2                     | Score 90' | Score 120' | Tirs au but |
| ---------- | ------------------------------ | ---------------------------- | --------- | ---------- | ----------- |
| 7 mai 1989 | Espérance sportive de Tunis    | Union sportive monastirienne | 4 - 0     |            |             |
| 7 mai 1989 | Club sportif de Hammam Lif     | Étoile sportive du Sahel     | 0- 1      |            |             |
| 7 mai 1989 | Jeunesse sportive kairouanaise | Stade tunisien               | 1 - 0     |            |             |
| 7 mai 1989 | Club sportif hilalien          | Club africain                | 1 - 1     | 1 - 1      | 1 - 4       |

### Demi-finales
| Date             | Équipe 1                 | Équipe 2                       | Score 90' | Score 120' | Tirs au but |
| ---------------- | ------------------------ | ------------------------------ | --------- | ---------- | ----------- |
| 10 décembre 1989 | Club africain            | Jeunesse sportive kairouanaise | 4 - 1     |            |             |
| 10 décembre 1989 | Étoile sportive du Sahel | Espérance sportive de Tunis    | 0 - 1     |            |             |

### Finale
| Date             | Équipe 1                    | Équipe 2      | Score 90' |
| ---------------- | --------------------------- | ------------- | --------- |
| 24 décembre 1989 | Espérance sportive de Tunis | Club africain | 2 - 0     |

Les buts de la finale sont marqués par Tarak Dhiab (1re min) et Khaled Ben Yahia (89e min). La rencontre est dirigée par le trio arbitral français Claude Bouillet avec l'assistance de Jean-Claude Swirog et Jean-Marie Véniel, alors que Salah Gorgi est quatrième arbitre.
Les formations alignées sont :
- Espérance sportive de Tunis (entraîneur : Antoni Piechniczek) : Chokri El Ouaer - Samir Khemiri, Ali Ben Néji, Taoufik Hichri, Khaled Ben Yahia, Mondher Baoueb, Rached Fareh, Tarak Dhiab, Khalil Berbeche, Hassen Feddou, Zied Tlemçani
- Club africain (entraîneur : Faouzi Benzarti) : Slah Fessi - Adel Rouissi (puis Nabil Bouhali), Khaled Saïdi, Lotfi Mhaissi, Nacer Amdouni, Samir Sellimi, Sami Nasri, Bassem Mehri (Lotfi Rouissi), Sami Touati, Kais Yaâkoubi, Faouzi Rouissi

## Meilleur buteur
Zied Tlemçani (EST) est l'auteur de quatre buts.